# (1748) Mauderli
(1748) Mauderli es un asteroide que forma parte del cinturón exterior de asteroides y fue descubierto el 7 de septiembre de 1966 por Paul Wild desde el observatorio de Berna-Zimmerwald, Suiza.

## Designación y nombre
Mauderli se designó al principio como 1966 RA.
Más adelante fue nombrado en honor del astrónomo suizo Sigmund Mauderli (1876-1962).

## Características orbitales
Mauderli orbita a una distancia media del Sol de 3,927 ua, pudiendo acercarse hasta 3,039 ua y alejarse hasta 4,815 ua. Su inclinación orbital es 3,298° y la excentricidad 0,2261. Emplea 2843 días en completar una órbita alrededor del Sol.
Mauderli pertenece al grupo asteroidal de Hilda.